# 공주 갑사 삼성각
공주 갑사 삼성각(公州 甲寺 三聖閣)은 충청남도 충청남도 공주시 계룡면, 갑사에 있는 조선시대의 건축물이다. 1984년 5월 17일 충청남도의 문화재자료 제53호로 지정되었다.
삼성각은 칠성·산신·독성의 삼성을 모신 곳이다. 칠성은 도교의 북두칠성이 불교화한 것으로 수명장생을 주관하는 별이다. 산신은 한민족 고유의 토속신으로 호랑이와 더불어 나타난 만사형통의 신이며, 독성은 혼자 깨달은 성자를 말한다. 각각의 건물을 따로 지어 삼성을 모시는 것이 일반적인데, 이곳은 삼성각 안에 같이 모시고 있는 것이 특징이다.
삼성각은 대웅전 우측 자연석 기단 위에 자리하고 있으며 정면 3칸 측면 2칸의 겹처마 맞배 지붕이다. 외부는 정면 여닫이문으로 처리하고 공포는 이익공 양식으로 내부는 우물 마루 바닥 위에 불단을 설치하여 칠성 탱화 좌우로 산신 탱화와 독성 탱화를 봉안하고 있다.

## 같이 보기
- 갑사

## 참고 자료
- 공주 갑사 삼성각 - 국가유산청 국가유산포털